# Patrice Pastor
Pour les articles homonymes, voir Pastor.
Patrice Pastor, né le 10 juin 1973, est un homme d'affaires monégasque dans l'industrie immobilière à Monaco, dirigeant de la société J.B. Pastor & Fils depuis 2002.

## Biographie

### Famille
L'histoire de la famille Pastor commence avec le tailleur de pierre originaire de la Ligurie, Jean-Baptiste Pastor, qui crée l'entreprise de travaux publics J.B. Pastor & fils à Monaco en 1926. Son fils Gildo investit très tôt dans le foncier à Monaco. À son décès en 1990, ses trois enfants Victor (en) (1936-2002), Hélène (1937-2014) et Michel (1943-2014) héritent d'un patrimoine immobilier de 500 000 mètres carrés (15% du parc immobilier total monégasque) estimé à 19 milliards d'euros.
Patrice Pastor est le fils de Victor Pastor, et le frère de Philippe (né 1961), Marie-Hélène (née 1965) et Jean-Victor (né 1968).

### Promoteur immobilier
Patrice Pastor dirige la société de promotion immobilière JB Pastor & Fils dont il a hérité à la mort de son père Victor en 2002. À son arrivée à la tête de l'entreprise, il reprend en main les chantiers Victor Palace et Testimonio. En 2007, JB Pastor & Fils enregistre un chiffre d'affaires de 50 millions d'euros. Avec la consolidation du secteur de l'immobilier, J.B. Pastor & fils est devenue l'une des dernières entreprises indépendantes de construction en Alpes-Maritimes[Quand ?], et l'une des principales sur le marché du BTP à Monaco,. 
Il a ainsi mené la construction de l'écoquartier du Portier, surnommé Mareterra, une avancée de 6 hectares sur la mer achevée (ajoutant +3% à la superficie de la Principauté) en 2024 grâce à la construction sur l'eau d'une ceinture de 18 caissons de 10 000 tonnes de béton, « le chantier le plus technique en Europe » selon la chambre patronale du bâtiment de Monaco. 
Selon Libération, en 2024, JB Pastor & Fils contrôlerait 85 % du marché immobilier monégasque,.
Il a acquis plusieurs propriétés à Carmel-by-the-Sea en Californie, provoquant l'inquiétude des résidents vis-à-vis de ses intentions immobilières dans la région,.

### Investisseur
En 2005, Patrice Pastor crée le mensuel L'Observateur de Monaco, puis le cède en 2020 à Maurice Cohen.
En 2009, il acquiert 20% de l'AS Monaco mais cède sa participation pour un franc symbolique en 2012 pour sauver les finances de l'équipe.
En 2020, sa société SCI Esperanza atteint les 5% de participation dans la Société des bains de mer de Monaco (SBM), participation qu'il cède en 2023.

## Autres fonctions
- Depuis 2008 : Président de la Chambre patronale du bâtiment de Monaco[15]
- Membre du conseil d'administration de la Monaco Méditerranée Foundation[16]
- Dirigeant de Pastor Real Estate, une société basée à Mayfair[17]

## Dossiers du Rocher
Dans l'affaire des Dossiers du Rocher, partie d'un piratage d'e-mails autour de grands projets d'aménagement, Pastor a été soupçonné d'être le corbeau dénonçant plusieurs personnalités de l'entourage d'Albert II dans une campagne de diffamation en ligne visant à écarter ses concurrents immobiliers dans les principaux appels d'offres publics de la principauté,, ce qu'il nie,. Il est depuis en conflit ouvert avec Claude Palmero, ancien administrateur de biens d'Albert II,. En 2024, dans le cadre de l'abandon du projet de rénovation du vieux port, Patrice Pastor et le Prince Albert II ont déposé une plainte conjointe pour trafic d'influence contre les mêmes personnes ciblées dans l'affaire des dossiers du Rocher, et renvoyant aux révélations de cette affaire pour justifier cette procédure judiciaire,.

## Distinction
- 2009 : Chevalier de l'ordre de Grimaldi[27]